# Piptostigma pilosum
Espèce
Piptostigma pilosum Oliv. est une espèce de plantes à fleurs de la famille des Annonaceae et du genre Piptostigma. C'est un arbre présent en Afrique tropicale.

## Description
C'est un arbre d'une hauteur de 3 à 10 m et d'un diamètre compris entre 8 et 10 cm. 

## Distribution
Assez rare, l'espèce a été observée au Nigeria (État de Cross River), au sud-ouest du Cameroun (parc national de Korup, mont Cameroun), en Guinée équatoriale et au Gabon.